# 下釜千昌
下釜千昌（日语： Shimogama Chiaki，1988年11月29日—），日本女性配音員、戲偶藝術家、音響監督。出身於長崎縣。身高153cm。A型血。舊藝名下釜 千昌（日文讀音相同）。

## 簡歷
松濤Actor's Gymnasium第14期畢業。2014年7月5日離開Kekke Corporation。在擔任自由工作者一段時間後，於同年10月1日加入LEOPARD STEEL，並將藝名改為。
在2012年和2015年出演戲偶相關的舞台劇後，她開始創作原創戲偶並舉辦活動。自2017年起，她開始全職從事戲偶藝術家的工作。因此，在LEOPARD STEEL任職期間，她更多地被視為創作者，而不是藝人。2019年，她也開始擔任音響監督。雖然這不再是她的主要活動，但她仍然繼續從事配音工作，並在配音訓練學校擔任講師。
2019年4月12日，他們兩人在Twitter上宣布她已與配音員兼旁白江越彬紀結婚。
2020年3月31日，離開LEOPARD STEEL。

## 演出
粗體字表示主要角色。

### 電視動畫
2009年
- 你好 安妮 ～Before Green Gables（愛德華·湯瑪斯[7][8]）
- 東京地震8.0
- 夢色蛋糕師（小廣）

2010年
- 超級機器人大戰OG -The Inspector-（白金號操作員）
- 變身！公主偶像（女孩子A）

2011年
- 笨蛋，測驗，召喚獸2（班上同學A）
- 迷茫管家與膽怯的我（男子）
- 瑪莉亞狂熱 ALIVE（紬萬里）

2012年
- 妖狐×僕SS（女子2）
- 元氣少女緣結神（神社精靈B）
- GON -小恐龍阿貢-（小斑馬）
- 向陽素描×蜂窩（夏目的朋友B[9]）

2013年
- 高鐵英雄（妹妹、繆澤斯）

2014年
- 我們大家的河合莊（女子A）

2015年
- GANGSTA.（娼婦、女僕）
- 其實我是…（阿福[10]）
- 與魔共舞（女學生）
- 魔鬼戀人 MORE,BLOOD（女學生 等）
- 輕鬆百合3☆hi！（女學生、明美）
- 樂高旋風忍者（忍者機器人B）

2016年
- 這個美術社大有問題！（本多沙耶加、接待女性、女學生）
- 莉露莉露妖精（2016年—2018年，珊瑚、阿米姆、斯派達）3系列

### 電影動畫
- 數碼暴龍大冒險tri.（2016年）

### OVA
- .hack//Quantum（2011年）

### 網路動畫
- 中間戰士中先生（日语：中間戦士 Mr.中）（2010年，六實）

### 遊戲
2007年
- 聖魔基因

2013年
- 為我而生2 七星的引導與瑪祖爾的惡夢（日语：CONCEPTIONII 七星の導きとマズルの悪夢）（幽靈）
- 機巧少女不會受傷 Facing "Burnt Red"（諾拉[11]）

2016年
- 麻雀三国志大戰（荀彧）
- 萬千回憶（砂境的幻球娘卡洛特）

2017年
- MONOTO-SITUATION : LUCID AND DAYDREAM（琴坂真奈）
- Princess Principal GAME OF MISSON（雪莉·柯林斯[12]）

### 廣播節目
- （2011年，HiBiKi Radio Station（日语：HiBiKi Radio Station）、Media橫町）
- （2012年）[13][14]

### 外語配音

#### 電影
- 七月寒潮（瓦萊麗）

#### 電視影集
- 大象巴巴（赤庫）
- 愛卡莉

#### 動畫
- 冰雪女王2（英语：The Snow Queen 2）（少年時期的奧爾姆）

### 廣播劇CD
- NightS（里見）
- 噂屋（郁子）
- 新宿八犬傳（哈頓）
- 戰國SAKURA騷動記（照宗）

### 有聲書
- 踏影而行（三澤玲子）

## 腳註

## 外部連結
- ，存于 （日語）—下釜千昌的官方個人部落格。
- 下釜千昌的X（前Twitter） （日語）
- 下釜千昌（創作者）｜LEOPARD STEEL，存于 （日語）
- 下釜千昌（藝人）｜LEOPARD STEEL，存于 （日語）
- 下釜千昌｜Kekke Corporation，存于 （日語）
- （日語）—WEB THE TELEVISION（日语：ザテレビジョン）
- （日語）—WEB THE TELEVISION（日语：ザテレビジョン）
- （日語）—goo人名事典
- 下釜千昌 （日語）—oricon
- 下釜千昌 （日語）—電影.com（日语：映画.com）
- 下釜千昌 （日語）—allcinema（日语：allcinema）